# Manoel Ferreira dos Santos Júnior
Manoel Ferreira dos Santos Júnior MSC (ur. 21 marca 1967 w Itapetininga) – brazylijski duchowny katolicki, biskup Registro od 2018.

## Życiorys
7 stycznia 1995 otrzymał święcenia kapłańskie w zgromadzeniu Misjonarzy Najśw. Serca Jezusowego. Pracował głównie w zakonnych parafiach i sanktuariach, był także m.in. rektorem pre-nowicjatu i wicemistrzem nowicjatu, wiceprowincjałem oraz prowincjałem.
16 maja 2018 papież Franciszek mianował go biskupem diecezji Registro. Sakry udzielił mu 21 lipca 2018 biskup Gorgônio Alves da Encarnação Neto.